# Кавани, Эдинсон
Э́динсон Робе́рто Кава́ни Го́мес (исп. Edinson Roberto Cavani Gómez, испанское произношение: [ˈeðinsoŋ kaˈβani]; род. 14 февраля 1987[…], Сальто) — уругвайский футболист, нападающий клуба «Бока Хуниорс». Выступал за сборную Уругвая.
Воспитанник футбольного клуба «Данубио». В 2005 году начал свою взрослую карьеру в чемпионате Уругвая, а уже в 2007 году оказался в итальянском «Палермо». С 2010 года выступал в «Наполи», три сезона подряд становился лучшим бомбардиром неаполитанской команды. Летом 2013 года подписал соглашение с «Пари Сен-Жермен», став на тот момент одним из самых высокооплачиваемых футболистов мира и самым дорогим футболистом в истории французского футбола. С 2018 по 2023 год являлся лучшим бомбардиром в истории парижского клуба (200 голов во всех турнирах).
В сборной Уругвая выступал с 2008 по 2022 год. В 2011 году помог команде выиграть золото на Кубке Америки. Участник чемпионатов мира 2010, 2014, 2018 и 2022 годов.

## Биография
Эдинсон Кавани родился в городе Сальто, который является вторым по величине населённым пунктом Уругвая. Семья Эдинсона происходит из Италии: дедушка родился в Маранелло, откуда ещё младенцем переехал в Сицилию. В 1929 году иммигрировал в Аргентину, а после — в Монтевидео.
Отец Кавани — Луис, профессионально занимался футболом, провёл несколько игр за сборную Уругвая. Мама футболиста — Берта Гомес. У Эдинсона есть родной брат Кристиан, который был защитником, и сводный брат Вальтер Гульельмоне, сыгравший 2 матча за национальную сборную. Любовь к футболу мальчику привили отец и старший брат в юном возрасте. Эдинсон мог играть в футбол часами, в возрасте 9 лет он уже обыгрывал мальчиков старше себя. Кумиром будущего футболиста в детстве был нападающий Габриэль Батистута.
На момент рождения Кавани родители переехали в Сальто, где он и начал свою футбольную карьеру. Его быстро приметили клубы из столицы, но молодой игрок не спешил с переходом: «Родители всегда помогали мне дельным советом. В возрасте 12 лет меня приглашали во многие клубы из Монтевидео, но отец, который неплохо играл в футбол за ряд уругвайских клубов, сказал мне: ещё рано, сынок, твоё время придёт». В 12 лет Эдинсон переехал в Монтевидео, где его взяли в молодёжную команду клуба «Данубио».

## Клубная карьера
В 2005 году Эдинсон дебютировал в основном составе «чёрно-белых» и помог им выиграть второй чемпионский титул «Апертуры» подряд. Со временем закрепился в основе «Данубио», а после ярко проведённого молодёжного первенства Кубка Америки 2007 заинтересовал ведущие европейские клубы. Несмотря на то, что Эдисону предлагали контракт такие команды, как «Милан», «Ювентус» и «Бока Хуниорс», он предпочёл отправиться на Сицилию, пополнив ряды скромного «Палермо».

### «Палермо»
29 января 2007 года президент «Палермо» Маурицио Дзампарини объявил о подписании контракта с перспективным уругвайским форвардом. В «Палермо» Кавани дебютировал 11 марта 2007 года в домашнем матче против «Фиорентины» (1:1), выйдя на замену на 55-й минуте, пятнадцать минут спустя отметился первым голом в чемпионате. Через шесть дней вновь забил, на этот раз поразив ворота «Сампдории». Летом 2007 года подписал улучшенное соглашение с «Палермо» до 2012 года, добившись увеличения годового оклада до 1 миллиона евро. В сезоне 2007/08 выходил преимущественно на замены, забив 5 голов в 27 матчах. По-настоящему раскрыться уругваец сумел лишь в сезоне 2008/09. Начав забивать с первых туров, он наколотил в ворота соперников 14 мячей, став лучшим игроком «Палермо». Особенно важными оказались два гола, забитых на последних минутах в ворота «Дженоа» (2:1) и «Интера» (2:2).
В феврале 2010 года Кавани выразил желание покинуть «Палермо» и перейти в «Ювентус» или «Челси». Несмотря на это, в марте 2010 года Кавани продлил договор с «Палермо» до 2014 года с ежегодной заработной платой в 1 млн евро. Согласно контракту, если другой клуб примет решение выкупить контракт игрока, он будет вынужден выплатить сумму в 25 млн евро.
В мае 2010 года казанский «Рубин» и донецкий «Шахтёр» сделали предложения о покупке Кавани. В июне 2010 года английский клуб «Манчестер Сити» предложил за переход Кавани 19 млн евро. 29 июня Дзампарини объявил, что Кавани, вместе с партнёром по команде, Симоном Кьером, переходит в клуб «Тоттенхэм Хотспур», заплативший за трансфер обоих футболистов 35 млн евро. Руководство английского клуба опровергло слова Дзампарини.

### «Наполи»
17 июня 2010 года президент «Наполи» Аурелио Де Лаурентис объявил о переходе Кавани в ряды неаполитанского клуба. Игрок был взят в годичную аренду у «Палермо» за 5 миллионов евро с последующим выкупом контракта за 12 млн. Личный контракт уругвайского нападающего был подписан до 2015 года с ежегодной зарплатой 1,35 млн евро без учёта различных бонусов. Плюс, если уругваец забьёт более 20 голов в сезоне он получит 100 000 евро, если более 30, то 200 000.

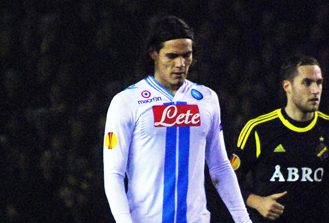
Кавани в составе «Наполи» в 2012 году

19 августа он дебютировал в составе неаполитанцев в домашнем матче Лиги Европы против «Эльфсборга» (1:0). Через семь дней оформил дубль в ответном поединке в Швеции, а его команда успешно прошла в групповую стадию турнира. В первых трёх турах серии А он забил по голу. 15 декабря Кавани забил гол в ворота «Стяуа» в Лиге Европы, который принёс его клубу победу и вывел команду в плей-офф турнира. 9 января 2011 года Кавани забил три мяча в ворота «Ювентуса», причём все три раза забивал головой. 30 января Эдинсон вновь сделал хет-трик, забив голы в ворота «Сампдории». 3 апреля Кавани в очередной раз забил три мяча в одном матче, принеся победу со счётом 4:3 над «Лацио». В мае Кавани был дисквалифицирован на три игры и оштрафован на 10 000 евро за то, что шутил над арбитром по поводу его удаления с поля; позже дисквалификация была уменьшена до двух игр. 19 мая 2011 года Кавани подписал контракт с клубом до июня 2016 года с заработной платой в 2 млн евро. В контракте игрока вновь была прописана фиксированная сумма отступных, на этот раз в размере 35 миллионов евро. Летом за Кавани были готовы выложить до 30 млн фунтов такие клубы как «Челси» и «Манчестер Сити», однако «Наполи» не хотел расставаться со своим лидером, так как всерьёз нацелился на чемпионский титул.
С самого начала сезона 2011/12 Кавани продолжил забивать. 18 сентября он сделал хет-трик в матче с «Миланом». Осенью того же года уругвайцем заинтересовался «Челси», предлагавший за трансфер футболиста 35 млн фунтов и «Манчестер Сити». По итогам сезона Эдинсон второй год кряду стал лучшим бомбардиром своей команды. Также он сумел завоевать Кубок Италии — свой первый трофей в итальянской карьере. С 5 голами Эдинсон стал лучшим бомбардиром данного турнира, оформив дубль в ворота «Интера» на стадии 1/4 финала, а также отличившись голом в финале против «Ювентуса» (2:0).
Летом 2012 года новости о переходе Кавани стали излюбленной темой всех европейских СМИ. Однако уругваец остался в команде и сумел стать лучшим бомбардиром итальянской Серии A. Дебютный гол забил уже в матче первого тура против родного «Палермо» (3:0). 16 сентября 2012 года, благодаря голу с пенальти в ворота «Пармы», нападающий «Наполи» Эдинсон Кавани стал самым результативным уругвайским игроком за всю историю чемпионатов Италии. После этой игры, на счету форварда стало 85 голов в Серии А за «Палермо» и «Наполи». Предыдущий же рекорд принадлежал Рубену Сосе, который в своё время забил 84 гола в матчах за «Лацио» и «Интер». 26 сентября 2012 года Кавани сделал хет-трик в матче с «Лацио». 8 ноября 2012 года Кавани забил четыре мяча, в 4-м туре Лиги Европы, в ворота днепропетровского «Днепр». Благодаря этим голам «Наполи» выиграл со счётом 4:2. В ноябре 2012 года интерес к Кавани выразил главный тренер лондонского «Арсенала», Арсен Венгер, готовый выкупить контракт уругвайца за 30 млн фунтов стерлингов. С 29 голами в активе Эдисон выиграл гонку бомбардиров, став лучшим игроком клуба. После удачного сезона в «Наполи» интерес к Кавани стали проявлять многие топ клубы, например английские «Манчестер Юнайтед», «Манчестер Сити» и «Челси», немецкая «Бавария» и испанский «Реал». Однако ближе всех к подписанию нападающего оказался «Пари Сен-Жермен».

### «Пари Сен-Жермен»

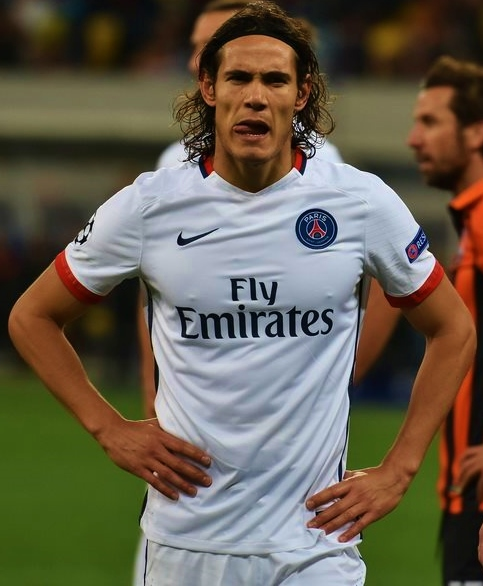
Эдинсон Кавани в 2015 году

16 июля 2013 года Кавани заключил пятилетний контракт с французским клубом. Сумма трансфера составила 64 млн евро. Трансфер уругвайца побил сразу несколько рекордов: во-первых, он стал рекордным подписанием «ПСЖ» и рекордной продажей «Наполи». Также Кавани стал самым дорогим футболистом в истории французского футбола, вдобавок установив рекорд для уругвайских футболистов, побитый затем Луисом Суаресом. В стане «парижан» Кавани образовал сокрушительную связку форвардов со Златаном Ибрагимовичем.
9 августа 2013 года Кавани дебютировал за французский клуб, выйдя на замену в матче против «Монпелье», а уже 18 августа забил первый мяч за новую команду, поразив ворота «Аяччо». В дебютном сезоне провёл на поле 30 матчей Лиги 1, забив 16 мячей. Также Кавани отметился дублями в полуфинале Кубка Лиги против «Сент-Этьена» и в финале против «Марселя» (2:0). Зачастую уругваец оставался в тени Ибрагимовича, выступая в качестве ассистента и на более оттянутой позиции. Уход шведа в «Манчестер Юнайтед» летом 2016 года позволил Кавани стать настоящим лидером атаки своей команды. Признанием этого стало звание футболиста года во версии НСПФ в 2017 году. После провального сезона 2016/17 годов, когда «ПСЖ» уступил чемпионский титул «Монако», президент клуба Нассер Аль-Хелаифи принял решение значительно усилить состав команды.
Летом 2017 года состав ПСЖ пополнили несколько мировых звёзд, включая Килиана Мбаппе и Неймара. В начале сезона между бразильцем и Кавани произошёл серьёзный конфликт, который перенёсся в раздевалку клуба. В результате споров появились слухи о том, что Кавани будет вынужден покинуть команду в январе, но они оказались ложными. В сезоне 2017/18 Кавани стал лучшим бомбардиром в истории «Пари Сен-Жермен», забив 157-й мяч в своём 229-м матче за клуб.

### «Манчестер Юнайтед»
5 октября 2020 года, в последний день трансферного окна, Кавани перешёл в «Манчестер Юнайтед» в качестве свободного агента, подписав с английским клубом однолетний контракт с возможностью продления ещё на год. Дебютный матч забил в ворота Эвертона на 95-й минуте встречи (3:1). В 10-м туре английской Премьер-лиги оформил дубль в ворота Саутгемптона, позволив победить своей команде со счётом 2:3.

### «Валенсия»
29 августа 2022 года Кавани подписал двухлетний контракт с клубом «Валенсия». В сезоне 2022/23 сыграл в 28 матчах во всех турнирах, забил семь мячей и сделал две голевые передачи. 29 июля 2023 года расторг контракт с клубом.

### «Бока Хуниорс»
29 июля 2023 года заключил контракт с «Бока Хуниорс» до конца 2024 года.

## Карьера в сборной

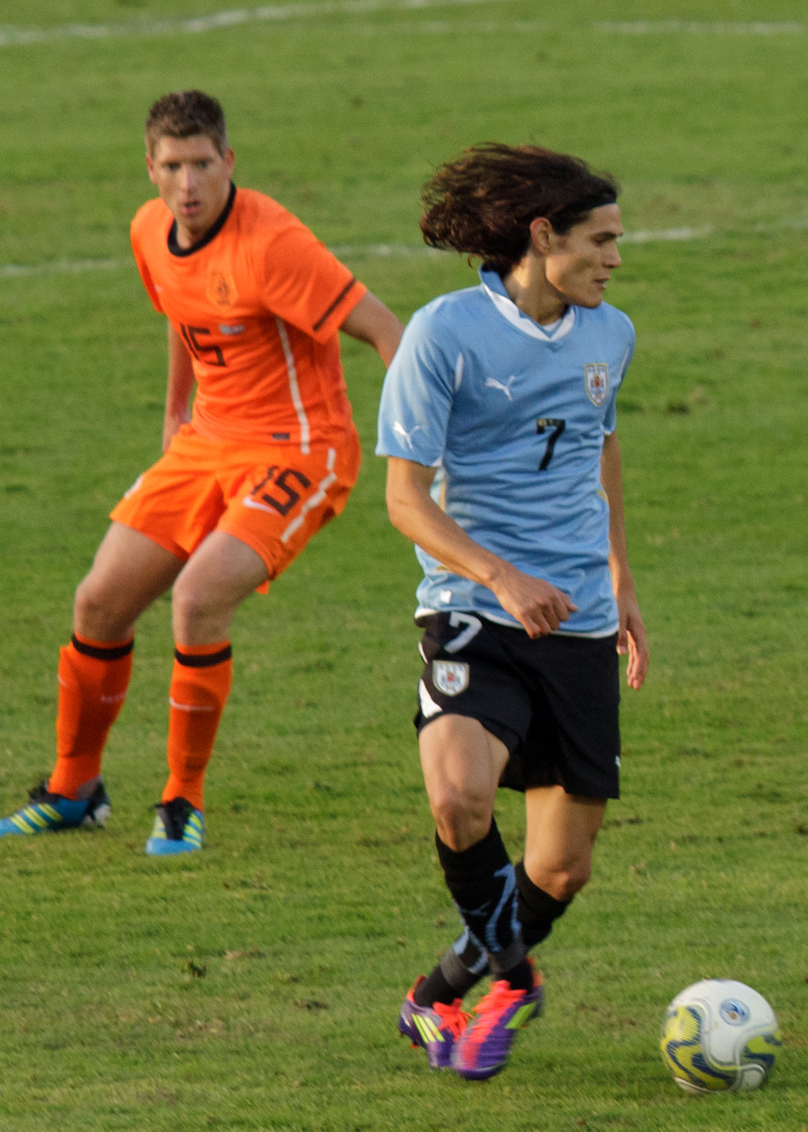
Кавани в составе сборной Уругвая

В январе 2007 года Кавани был вызван в молодёжную сборную Уругвая, чтобы сыграть в Чемпионате Южной Америки среди молодёжных сборных. Эдинсон стал лучшим бомбардиром турнира с 7 мячами в 9 матчах, а сборная заняла 3-е место.
6 февраля 2008 года Кавани дебютировал за взрослую сборную Уругвая в матче против Колумбии и сразу же забил свой первый гол.
На групповом этапе чемпионата мира 2018 года Кавани забил третий гол в матче со сборной России. В матче 1/8 финала против сборной Португалии Эдинсон оформил дубль, благодаря чему команда Уругвая прошла в четвертьфинал и Кавани был признан лучшим игроком матча.
Летом 2019 года Эдинсон был приглашён в сборную для участия в Кубке Америки, который состоялся в Бразилии. В первом матче в группе против Эквадора он отличился голом на 33-й минуте, а его команда одержала убедительную победу 4:0. Был признан лучшим игроком матча. В третьем матче против Чили забил гол и принёс победу своей команде со счётом 1:0.
Был включён в состав сборной на Кубок Америки 2021.
30 мая 2024 года Кавани объявил о завершении карьеры в сборной Уругвая.
Всего в составе сборной Эдинсон принял участие в десяти крупных турнирах: четырёх чемпионатах мира (2010, 2014, 2018, 2022), пяти Кубках Америки (2011, 2015, 2016, 2019, 2021) и Кубке конфедераций (2013).
Также Кавани находится на втором месте в списке лучших бомбардиров сборной Уругвая: в 136 матчах он забил 58 мячей (первое место у Луиса Суареса — 68 мячей).

## Личная жизнь
Кавани был женат на Марии Соледад Кабрис, с которой у него два сына — Баутиста (род. 22 марта 2011) и Лукас (род. 8 марта 2013). В 2013 году Эдинсон объявил, что разводится с супругой. 17 мая 2019 года стало известно, что его девушка Джоселин Бургардт родила ему дочь, которую назвали Индия. 3 июня 2021 года у пары родился сын Сильвестр. Старшие сыновья пошли по стопам отца и стали обучаться футболу в академии «Наполи».
Кавани принадлежит к церкви евангельских христиан. В октябре 2011 года дом футболиста в Неаполе был ограблен, сам Кавани в этот момент находился в расположении национальной сборной.
Эдинсон называет своим кумиром аргентинского нападающего Габриэля Батистуту.

## Достижения

### Командные
«Наполи»
- Обладатель Кубка Италии: 2011/12

«Пари Сен-Жермен»
- Чемпион Франции (6): 2013/14, 2014/15, 2015/16, 2017/18, 2018/19, 2019/20
- Обладатель Суперкубка Франции (7): 2013, 2014, 2015, 2016, 2017, 2018, 2019
- Обладатель Кубка Франции (4): 2014/15, 2015/16, 2016/17, 2017/18
- Обладатель Кубка французской лиги (5): 2013/14, 2014/15, 2015/16, 2016/17, 2017/18
- Финалист Лиги чемпионов УЕФА: 2019/20

«Манчестер Юнайтед»
- Финалист Лиги Европы УЕФА: 2020/21

Сборная Уругвая
- Обладатель Кубка Америки: 2011

### Личные
- Лучший бомбардир чемпионата Италии: 2012/13 (29 голов)
- Лучший бомбардир Кубка Италии: 2011/12 (5 голов)
- Футболист года в Уругвае: 2013
- Входит в состав символической сборной года Серии A (3): 2011[67], 2012[68], 2013[69]
- Футболист года в Италии по версии Guerin Sportivo: 2013
- Лучший бомбардир чемпионата Франции (2) 2016/17 (35 голов), 2017/18 (28 голов)
- Футболист года во Франции по версии НСПФ: 2016/17[70].
- Обладатель трофея ЭФЭ: 2018[71]
- Обладатель премии Golden Foot: 2018[72]
- Входит в символическую сборную года по версии European Sports Media: 2016/17[73]
- Автор лучшего гола месяца английской Премьер-лиги: май 2021[74]
- Вошёл в символический «состав сезона» Лиги Европы УЕФА: 2020/21[75]

## Статистика выступлений

### Клубная статистика
| Клуб              | Сезон            | Лига | Лига | Кубок страны | Кубок страны | Кубок лиги | Кубок лиги | Еврокубки | Еврокубки | Прочие | Прочие | Итого | Итого |
| Клуб              | Сезон            | Игры | Голы | Игры         | Голы         | Игры       | Голы       | Игры      | Голы      | Игры   | Голы   | Игры  | Голы  |
| ----------------- | ---------------- | ---- | ---- | ------------ | ------------ | ---------- | ---------- | --------- | --------- | ------ | ------ | ----- | ----- |
| Данубио           | 2005/06          | 10   | 4    | 5            | 3            | —          | —          | —         | —         | —      | —      | 15    | 7     |
| Данубио           | 2006/07          | 15   | 5    | —            | —            | —          | —          | —         | —         | —      | —      | 15    | 5     |
| Данубио           | Итого            | 25   | 9    | 5            | 3            | —          | —          | —         | —         | —      | —      | 30    | 12    |
| Палермо           | 2006/07          | 7    | 2    | —            | —            | —          | —          | —         | —         | —      | —      | 7     | 2     |
| Палермо           | 2007/08          | 33   | 5    | 2            | 0            | —          | —          | 2         | 0         | —      | —      | 37    | 5     |
| Палермо           | 2008/09          | 35   | 14   | 1            | 1            | —          | —          | —         | —         | —      | —      | 36    | 15    |
| Палермо           | 2009/10          | 34   | 13   | 3            | 2            | —          | —          | —         | —         | —      | —      | 37    | 15    |
| Палермо           | Итого            | 109  | 34   | 6            | 3            | —          | —          | 2         | 0         | —      | —      | 117   | 37    |
| Наполи            | 2010/11          | 35   | 26   | 2            | 0            | —          | —          | 10        | 7         | —      | —      | 47    | 33    |
| Наполи            | 2011/12          | 35   | 23   | 5            | 5            | —          | —          | 8         | 5         | —      | —      | 48    | 33    |
| Наполи            | 2012/13          | 34   | 29   | 1            | 1            | —          | —          | 7         | 7         | 1      | 1      | 43    | 38    |
| Наполи            | Итого            | 104  | 78   | 8            | 6            | —          | —          | 25        | 19        | 1      | 1      | 138   | 104   |
| Пари Сен-Жермен   | 2013/14          | 30   | 16   | 2            | 1            | 3          | 4          | 8         | 4         | 0      | 0      | 43    | 25    |
| Пари Сен-Жермен   | 2014/15          | 35   | 18   | 4            | 4            | 3          | 3          | 10        | 6         | 1      | 0      | 53    | 31    |
| Пари Сен-Жермен   | 2015/16          | 32   | 19   | 5            | 2            | 4          | 1          | 10        | 2         | 1      | 1      | 52    | 25    |
| Пари Сен-Жермен   | 2016/17          | 36   | 35   | 3            | 2            | 3          | 4          | 8         | 8         | 0      | 0      | 50    | 49    |
| Пари Сен-Жермен   | 2017/18          | 32   | 28   | 5            | 3            | 2          | 2          | 8         | 7         | 1      | 0      | 48    | 40    |
| Пари Сен-Жермен   | 2018/19          | 21   | 18   | 3            | 2            | 2          | 1          | 7         | 2         | 0      | 0      | 33    | 23    |
| Пари Сен-Жермен   | 2019/20          | 14   | 4    | 3            | 2            | 1          | 0          | 3         | 1         | 1      | 0      | 22    | 7     |
| Пари Сен-Жермен   | Итого            | 200  | 138  | 25           | 16           | 18         | 15         | 54        | 30        | 4      | 1      | 301   | 200   |
| Манчестер Юнайтед | 2020/21          | 26   | 10   | 3            | 0            | 1          | 1          | 9         | 6         | 0      | 0      | 39    | 17    |
| Манчестер Юнайтед | 2021/22          | 15   | 2    | 1            | 0            | 0          | 0          | 4         | 0         | 0      | 0      | 20    | 2     |
| Манчестер Юнайтед | Итого            | 41   | 12   | 4            | 0            | 1          | 1          | 13        | 6         | 0      | 0      | 59    | 19    |
| Валенсия          | 2022/23          | 25   | 5    | 2            | 2            | 0          | 0          | 0         | 0         | 1      | 0      | 28    | 7     |
| Валенсия          | Итого            | 25   | 5    | 2            | 2            | 0          | 0          | 0         | 0         | 1      | 0      | 28    | 7     |
| Бока Хуниорс      | 2023             | 8    | 1    | 2            | 1            | 0          | 0          | 0         | 0         | 6      | 1      | 16    | 3     |
| Бока Хуниорс      | 2024             | 28   | 11   | 4            | 4            | 0          | 0          | 0         | 0         | 6      | 5      | 38    | 20    |
| Бока Хуниорс      | 2025             | 6    | 2    | 0            | 0            | 0          | 0          | 0         | 0         | 1      | 0      | 7     | 2     |
| Бока Хуниорс      | Итого            | 42   | 14   | 6            | 5            | 0          | 0          | 0         | 0         | 13     | 6      | 61    | 25    |
| Всего за карьеру  | Всего за карьеру | 546  | 290  | 46           | 34           | 19         | 16         | 94        | 55        | 19     | 8      | 735   | 404   |

### Выступления за сборную
| Сборная          | Год              | Отборочные матчи ЧМ | Отборочные матчи ЧМ | Финальные матчи ЧМ | Финальные матчи ЧМ | Кубок Америки | Кубок Америки | Кубок конфедераций | Кубок конфедераций | Товарищеские матчи | Товарищеские матчи | Итого | Итого |
| Сборная          | Год              | Игры                | Голы                | Игры               | Голы               | Игры          | Голы          | Игры               | Голы               | Игры               | Голы               | Игры  | Голы  |
| ---------------- | ---------------- | ------------------- | ------------------- | ------------------ | ------------------ | ------------- | ------------- | ------------------ | ------------------ | ------------------ | ------------------ | ----- | ----- |
| Уругвай          | 2008             | 1                   | 0                   | -                  | -                  | -             | -             | -                  | -                  | 3                  | 1                  | 4     | 1     |
| Уругвай          | 2009             | 6                   | 0                   | -                  | -                  | -             | -             | -                  | -                  | 2                  | 0                  | 8     | 0     |
| Уругвай          | 2010             | -                   | -                   | 6                  | 1                  | -             | -             | -                  | -                  | 6                  | 6                  | 12    | 7     |
| Уругвай          | 2011             | 3                   | 1                   | -                  | -                  | 3             | 0             | -                  | -                  | 6                  | 1                  | 12    | 2     |
| Уругвай          | 2012             | 6                   | 1                   | -                  | -                  | -             | -             | -                  | -                  | 3                  | 2                  | 9     | 3     |
| Уругвай          | 2013             | 9                   | 4                   | -                  | -                  | -             | -             | 4                  | 3                  | 2                  | 0                  | 15    | 7     |
| Уругвай          | 2014             | -                   | -                   | 4                  | 1                  | -             | -             | -                  | -                  | 6                  | 3                  | 10    | 4     |
| Уругвай          | 2015             | 2                   | 1                   | -                  | -                  | 4             | 0             | -                  | -                  | 2                  | 3                  | 8     | 4     |
| Уругвай          | 2016             | 7                   | 7                   | -                  | -                  | 3             | 0             | -                  | -                  | 1                  | 2                  | 11    | 9     |
| Уругвай          | 2017             | 6                   | 2                   | -                  | -                  | -             | -             | -                  | -                  | 3                  | 1                  | 9     | 3     |
| Уругвай          | 2018             | -                   | -                   | 4                  | 3                  | -             | -             | -                  | -                  | 7                  | 3                  | 11    | 6     |
| Уругвай          | 2019             | -                   | -                   | -                  | -                  | 4             | 2             | -                  | -                  | 3                  | 2                  | 7     | 4     |
| Уругвай          | 2020             | 2                   | 1                   | -                  | -                  | -             | -             | -                  | -                  | 0                  | 0                  | 2     | 1     |
| Уругвай          | 2021             | 3                   | 0                   | -                  | -                  | 5             | 2             | -                  | -                  | 0                  | 0                  | 8     | 2     |
| Уругвай          | 2022             | 4                   | 1                   | 3                  | 0                  | -             | -             | -                  | -                  | 3                  | 4                  | 10    | 5     |
| Всего за карьеру | Всего за карьеру | 49                  | 18                  | 17                 | 5                  | 19            | 4             | 4                  | 3                  | 47                 | 28                 | 136   | 58    |